# 思薇爾
思薇爾（英語：Swear），是臺灣知名的內衣本土品牌之一，主要生產女性貼身衣物為主，亦兼生產男性內衣褲。思薇爾公司總部設於台中市，生產工廠則分設在臺灣嘉義、中國東莞、越南、印尼等地。旗下包含思薇爾、思薇雅（中國大陸市場）、CATOU、BELAMI、SOLIS、Madelon等自有品牌，並代理Pastunette、As-tunette以及SimonePerele等外國品牌。

## 沿革
思薇爾過去曾經是臺灣生產女性內衣的前三大品牌之一，原經營權為思薇爾國際所擁有。
1986年4月22日，總公司（辦公大樓）成立於臺中市北屯區北屯路366號6樓之1。
1988年12月31日，廠房設立於臺中市北屯區北屯路226巷27號。
2000年2月14日，廠房遷至當時的臺中縣潭子鄉（現臺中市潭子區）三段11號，後來停止生產線，成為「物流中心」。由於受經濟景氣影響，加上企業擴張太快，於2001年5月爆發財務危機。為節省公司支出，實施廠辦合一，將總公司遷往潭子鄉的廠房處。
2002年，由原經銷商凱督國際（Catou International Co., Ltd.）接手經營，重整公司體質，並於9月底將總公司遷回臺中市文心路。
2005年8月17日遷廠前，進行潭子廠房最後一次的廠拍。
2005年12月，凱督國際的大股東準程國際以新台幣3600萬元的標價，標回前股東思薇爾國際遭國稅局扣押的思薇爾品牌。
2008年，思薇爾表示目前是台灣女性內衣市場第五大品牌，落後於華歌爾、黛安芬、奧黛莉及曼黛瑪璉（Mode Marie）。
2009年6月，思薇爾將總公司與廠房遷回潭子鄉現址，再度實施廠辦合一制。

## 外部連結
- 思薇爾官方網站 （页面存档备份，存于）
- 思薇爾的Facebook專頁
- 思薇爾的Instagram帳戶
- YouTube上的思薇爾頻道
- 凱督國際股份有限公司 - 台灣公司資料
- 思薇爾國際股份有限公司 - 台灣公司資料